# 2021
2021 (MMXXI) — невисокосний рік за григоріанським календарем.

## Події

### Міжнародні відносини
- 1 січня:
  - Офіційно відбувся вихід Великої Британії з Європейського союзу[1].
  - Португалія стала головуючою державою в Раді Європейського Союзу[2].
- 17 квітня — Чехія вислала 18 співробітників посольства Росії у зв'язку з підозрою про причетність її розвідки до вибуху на складі військових боєприпасів у 2014 році[3].
- 22 липня — США та Німеччина домовились про умови добудови газопроводу «Північний потік-2»[4].
- 15 вересня — Австралія, США та Велика Британія утворили військовий альянс, спрямований на протидію експансіонізму КНР в Індо-Тихоокеанському регіоні[5].
- 13 листопада — на кліматичній конференції ООН держави домовились скоригувати національні кліматичні цілі вже до кінця 2022 року — на три роки раніше, ніж планувалось раніше[6].

### Політика, вибори
- 13 січня — Палата представників США вдруге оголосила імпічмент Дональду Трампу всього за кілька днів до складання ним повноважень[7].
- 30 листопада — Барбадос із конституційної морахії перетворено на республіку; Єлизавета II припинила бути монархом, першим президентом стала Сандра Мейсон[8].
- 8 грудня — новим канцлером Німеччини обрано Олафа Шольца (СДПН)[9].

### Аварії та катастрофи
- 9 січня — в Індонезії розбився пасажирський літак Boeing 737 авіакомпанії Sriwijaya Air, на борту якого перебувало 62 особи[10][11].
- 15 січня — у результаті землетрусу на о. Сулавесі[en] магнітудою 6,2 бали загинуло понад 80 людей, ще близько 1000 отримали поранення[12][13].
- 21 квітня — індонезійський підводний човен «KRI Nanggala» із 53 людьми на борту затонув біля берегів Балі[14].
- 6 липня — літак Ан-26чий? із 28 людьми на борту розбився, зіткнувшись з берегової скелеюкортрої держави, берега? і повністю зруйнувався[15].
- 12 — 15 липня — внаслідок злив, зумовлених циклоном Бернд у країнах Європи сталася серія повеней. Кілька річкових басейнів вийшли з берегів[16].
- 14 серпня — на Гаїті стався землетрус магнітудою 7,2 бали, загинуло щонайменше 1 500 людей[17].
- 20 вересня — на острові Ла Пальма (Канарські острови, Іспанія) сталося виверження вулкана Кумбре В'єха, більше 5 000 людей евакуювали з муніципалітетів Ель-Пасо, Лос-Льянос де Арідане, Фуенкаліенте і Тазакорте[18][19][20].

### Збройні конфлікти
- 1 лютого — у М'янмі стався військовий переворот, голова уряду Аун Сан Су Чжі та президент Він М'їн затримані та усунені з посад[21].
- 6 — 21 травня — загострення довготривалого ізраїльсько-палестинського конфлікту (11-денна війни в Газі). Внаслідок ракетних обстрілів і авіаударів загинуло щонайменше 213 палестинців, з одного боку та 11 мешканців Ізраїлю — з іншого.[22]
- 24 травня — у результаті військогового перевороту в Малі армія заарештувала президента Ба Ндау, прем'єр-міністра і міністра оборони[23].
- 15 серпня — Війна в Афганістані: після виходу американських військ ісламістський рух «Талібан» повністю захопив Афганістан та взяли під контроль Кабул. Президент Ашраф Гані залишив країну[24].
- 25 жовтня – в Судані військові здійснили спробу державного перевороту, після чого почалися багатотисячні протести та Верховний генерал Судану Абдель Фаттах аль-Бурхан оголосив в країні режим НС і розпустив уряд[25][26][27][28].

### Економіка
- 6 січня — Ілон Маск став найбагатшою людиною Землі, обігнавши Джефа Безоса, його статки оцінили в 188,5 млрд доларів[29].
- 19 лютого — капіталізація біткойну досягла 1 трлн доларів[30].

### Наука і техніка
- 18 лютого — космічний апарат НАСА з марсоходом Персеверанс успішно сів на Марс[31].
- 17 березня — лауреатами Абелівської премії 2021 року стали Ласло Ловас і Аві Вігдерсон за досягнення в області теоретичної інформатики та дискретної математики[32].
- 1 квітня — премією Тюрінга нагородили Джеффрі Ульмана та Альфреда Ага за створення компілятора[33].
- 29 квітня — КНР за допомогою ракети-носія «Великий похід-5» запустила перший модуль Тяньхе Китайської космічної станції[34].
- 25 грудня — запущено інфрачервоний космічний телескоп Джеймс Вебб вартістю понад 10 млрд дол. Проєкт розробляли з 1989 року[35].

#### Нобелівська премія
- Премію з фізіології або медицини отримали американські дослідники Девід Джуліус і Ардем Патапутян за відкриття термо- та механорецепторів[36].
- Премію з фізики отримали японець Сюкуро Манабе та італієць Джорджо Паризі за фізичне моделювання клімату, кількісну оцінку мінливості та надійне прогнозування глобального потепління Землі[37].
- Премію з хімії отримали німець Беньямін Ліст і американець Девід Макміллан за «розвиток асиметричного органокаталізу»[38].
- Премією з літератури відзначений танзанійський письменник Абдулразак Гурна[39].
- Премію миру отримали російський журналіст Дмитро Муратов та філіппіно-американська журналістка Марія Ресса за зусилля щодо захисту свободи вираження думок, який є передумовою демократії і міцного миру[40].
- Премію імені Альфреда Нобеля з економіки отримали: канадсько-американський економіст Девід Кард за «емпіричний внесок у економіку праці» та американці Джошуа Ангріст і Гвідо Імбенс — «за методологічний внесок у аналіз причинно-наслідкових зв'язків».[41]

### Культура
- 28 лютого — відбулась 78-ма церемонія вручення «Золотого глобуса». Найкращою драмою визнано фільм «Земля кочівників», режисерка якого також отримала приз за найкращу режисерську роботу; найкращим комедійним фільмом став «Борат 2».[42]
- 5 березня — головний приз Берлінського кінофестивалю 2021, Золотого ведмедя, отримав фільм румунського режисера Раду Жуде «Невдалий секс, або Божевільне порно»[43].
- 14 березня — відбулась 63-тя церемонія «Греммі»: запис року Everything I Wanted (Біллі Айліш), альбом року — Folklore (Тейлор Свіфт), пісня року — I Can't Breathe (H.E.R.), найкращий новий виконавець — Megan Thee Stallion[44].
- 17 березня — лауреатами Прітцкерівської премії стали архітектори Анн Лакатон з Франції та Жан-Філіп Вассаль з Марокко[45].
- 25 квітня — відбулась 93-тя церемонія нагородження кінопремії «Оскар»: відзнаки за найкращий фільм та найкращу режисерську роботу отримав фільм «Земля кочівників» режисера Хлої Чжао; найкращим актором визнано Ентоні Гопкінса, найкращою актрисою — Френсіс Мак-Дорманд.[46]
- 22 травня — на 65-му пісенному конкурсі Євробачення-2021, що проходив у Роттердамі, переміг італійський рок-гурт Maneskin з піснею «Zitti e buoni»[47].
- 6 червня — відбулось вручення премії Британської академії телебачення та кіномистецтва: найбільшу кількість нагород отримав серіал «Я можу знищити тебе»[48].
- 17 липня — «Золоту пальмову гілку» Каннського кінофестивалю 2021 року отримав фільм Джулії Дюкорно «Титан»[49].
- 11 вересня — Золотого лева 78-го Венеціанського міжнародного кінофестивалю отримала драма французької режисерки Одрі Діван «Подія»[50]
- 19 вересня — найбільшу кількість нагород на 73-тій церемонії нагородження телевізійної премії «Еммі» здобув стрімінговий сервіс «Netflix». Найкращим драматичним серіалом названо «Корона» (Netflix), найкращим комедійним серіалом — «Тед Лассо» (Apple TV).[51]
- 3 листопада — Букерівську премію за 2021 рік вручено Деймон Галгут за роман «Обіцянка» (англ. The Promise)[52].

### Суспільство
- 6 січня — у зіткненнях прихильників Трампа, які захопили Капітолій і спробували перервати підведення підсумків виборів президента США, і сил охорони Конгресу США загинуло п'ятеро людей, більше пів сотні затримано[53].
- 30 квітня — в Ізраїлі під час фестивалю Лаг ба-Омер на горі Мерон у тисняві загинули щонайменше 44 людини та близько 150 постраждали[54].
- 23 травня — літак авіакомпанії Ryanair «Boeing 737», що прямував з Греції до Литви було примусово посажено в Мінську через неправдиве повідомлення про замінування. Після приземлення було заарештовано білоруського опозиціонера і журналіста Романа Протасевича та його дівчину Софію Сапегу[55].
- 29 липня — настав День екологічного боргу 2021 року[56].
- 27 вересня — премію імені Вацлава Гавела за 2021 рік отримала білоруська опозиціонерка Марія Колесникова[57].
- 20 жовтня — Премію імені Сахарова за 2021 рік отримав російський опозиційний політик Олексій Навальний[58].
- 21 жовтня — під час зйомок майбутнього фільму «Раст (Іржа)» на ранчо Бонанза-Крік (Нью-Мексико, США), актор Алек Болдвін розрядив реквізитну вогнепальну зброю, убивши операторку Галину Гатчинс і травмовавши режисера Джоела Соуза.[59]
- 12 грудня — переможницею конкурсу Міс Всесвіт 2021 року стала представниця Індії Харнааз Сандху[60].
- 13 грудня — журнал Time назвав Ілона Маска Людиною року[61].

### Спорт
- 11 лютого — переможцем Клубного чемпіонату світу з футболу 2020 стала мюнхенська Баварія, яка у фіналі обіграла мексиканський УАНЛ Тигрес[62].
- 21 лютого — на Відкритому чемпіонаті Австралії з тенісу серб Новак Джокович удев'яте став переможцем серед чоловіків, японка Наомі Осака перемогла серед жінок[63].
- 26 травня — переможцем Ліги Європи УЄФА 2020—2021 вперше став іспанський Вільярреал, який у фіналі здолав англійський Манчестер Юнайтед[64].
- 29 травня — англійський клуб Челсі став переможцем Ліги чемпіонів УЄФА 2020—2021 — у фіналі він здолав Манчестер Сіті[65].
- 6 червня — Збірна Канади стала переможцем чемпіонату світу з хокею із шайбою — у фіналі вона перемогла команду Фінляндії[66].
- 13 червня — переможцями Відкритого чемпіонату Франції з тенісу 2021 стали: серед чоловіків — серб Новак Джокович, серед жінок — чешка Барбора Крейчикова[67].
- 8 липня — хокейний клуб «Тампа-Бей Лайтнінг» став переможцем Кубка Стенлі та сезону 2020—2021 НХЛ — у фіналі він переміг «Монреаль Канадієнс» і удруге поспіль виграв Кубок Стенлі[68].
- 10 липня — збірна Аргентини стала володарем Кубка Америки з футболу 2021 — у фіналі вона перемогла збірну Бразилії[69].
- 11 липня:
  - Переможцями Вімблдона серед чоловіків став серб Новак Джокович, серед жінок — австралійка Ешлі Барті[70].
  - Збірна Італії стала переможцем Чемпіонату Європи з футболу 2020 — у фіналі вона здолала збірну Англії[71].
- 18 липня — велогонку Тур де Франс удруге поспіль виграв словенець Тадей Погачар[72].
- 1 серпня — переможцем Золотого кубку КОНКАКАФ 2021 стала збірна США з футболу, яка у фіналі обіграла збірну Мексики[73].
- 8 серпня — у Токіо завершились Літні Олімпійські ігри 2020. У медальному заліку на першому місці — США, на другому — Китай, на третьому — Японія.[74]
- 11 серпня — володарем Суперкубка УЄФА 2021 року став англійський клуб «Челсі», який переміг іспанський клуб Вільярреал[75].
- 5 вересня — на Літніх Паралімпійських іграх 2020, що пройшли в Токіо, найбільшу кількість нагород здобули спортсмени Китаю. Українські спортсмени — на шостому місці. Найтитулованішим спортсменом став український плавець Максим Крипак.[76]
- 12 вересня — переможцями Відкритого чемпіонату США з тенісу 2021 стали: серед чоловіків — росіянин Данило Медведєв, серед жінок — британка Емма Радукану[77].
- 10 жовтня — переможцем Ліга націй УЄФА 2020—2021 стала збірна Франції — у фіналі вона здолала збірну Іспанії[78].
- 6 листопада — мексиканський боксер Сауль Альварес здолав американця Калеба Планта та став абосюолютний чемпіоном світу в другій середній вазі[79].
- 18 листопада — іспанська тенісистка Гарбінє Мугуруса впереш стала переможницею фінального турніру WTA — у фіналі вона перемогла естонку Анетт Контавейт[80].
- 21 листопада — німецький тенісист Александр Зверєв став переможцем фінального турніру ATP — у фіналі він переміг росіянина Даніїла Медведєва[81].
- 29 листопада — володарем Золотого м'яча 2021 став аргентинець Ліонель Мессі. Він отримав цю нагороду усьоме.[82]
- 10 грудня — у матчі за звання чемпіона світу із шахів 2021 чинний чемпіон норвежець Магнус Карлсен здобув дострокову перемогу над росіянином Яном Непомнящим та здобув титут уп'яте[83].
- 12 грудня — переможцем Чемпіонату 2021 Формули-1 вперше став Макс Ферстаппен. Кубок конструкторів восьме поспіль виборола команда «Мерседес»[84].

## Вигадані події
- У 2021 році відбуваються події фільму «Джонні-Мнемонік».